# بیسمارک (میزوری)
بیسمارک (به انگلیسی: Bismarck) یک شهر در ایالات متحده آمریکا است که در شهرستان سنت فرانسوا، میزوری واقع شده‌است. بیسمارک ۲٫۵۹ کیلومتر مربع مساحت و ۱٬۵۴۶ نفر جمعیت دارد و ۳۱۲٫۵ متر بالاتر از سطح دریا قرار دارد.